# Hyamia subterminalis
Hyamia subterminalis là một loài bướm đêm trong họ Noctuidae.